# Symphodus
Symphodus Rafinesque, 1810 è un genere di pesci appartenente alla famiglia Labridae.

## Specie
A questo genere appartengono 11 specie:
- Symphodus bailloni (Valenciennes, 1839)
- Symphodus caeruleus (Azevedo, 1999)
- Symphodus cinereus (Bonnaterre, 1788)
- Symphodus doderleini Jordan, 1890
- Symphodus mediterraneus (Linnaeus, 1758)
- Symphodus melops (Linnaeus, 1758)
- Symphodus ocellatus (Forsskål, 1775)
- Symphodus roissali (Risso, 1810)
- Symphodus rostratus (Bloch, 1791)
- Symphodus tinca (Linnaeus, 1758)
- Symphodus trutta (Lowe, 1834)